# Hertfordshire
Ne doit pas être confondu avec Herefordshire.
Le Hertfordshire (prononcé en anglais : /ˈhɑːt.fədʃə(ɹ)/), abrégé en Herts, est un comté d'Angleterre situé au nord de Londres. Une grande partie sud du comté se trouve à la périphérie nord de la capitale. Il est également entouré par les comtés d’Essex à l’est, du Buckinghamshire à l'ouest et du Bedfordshire et du Cambridgeshire au nord.

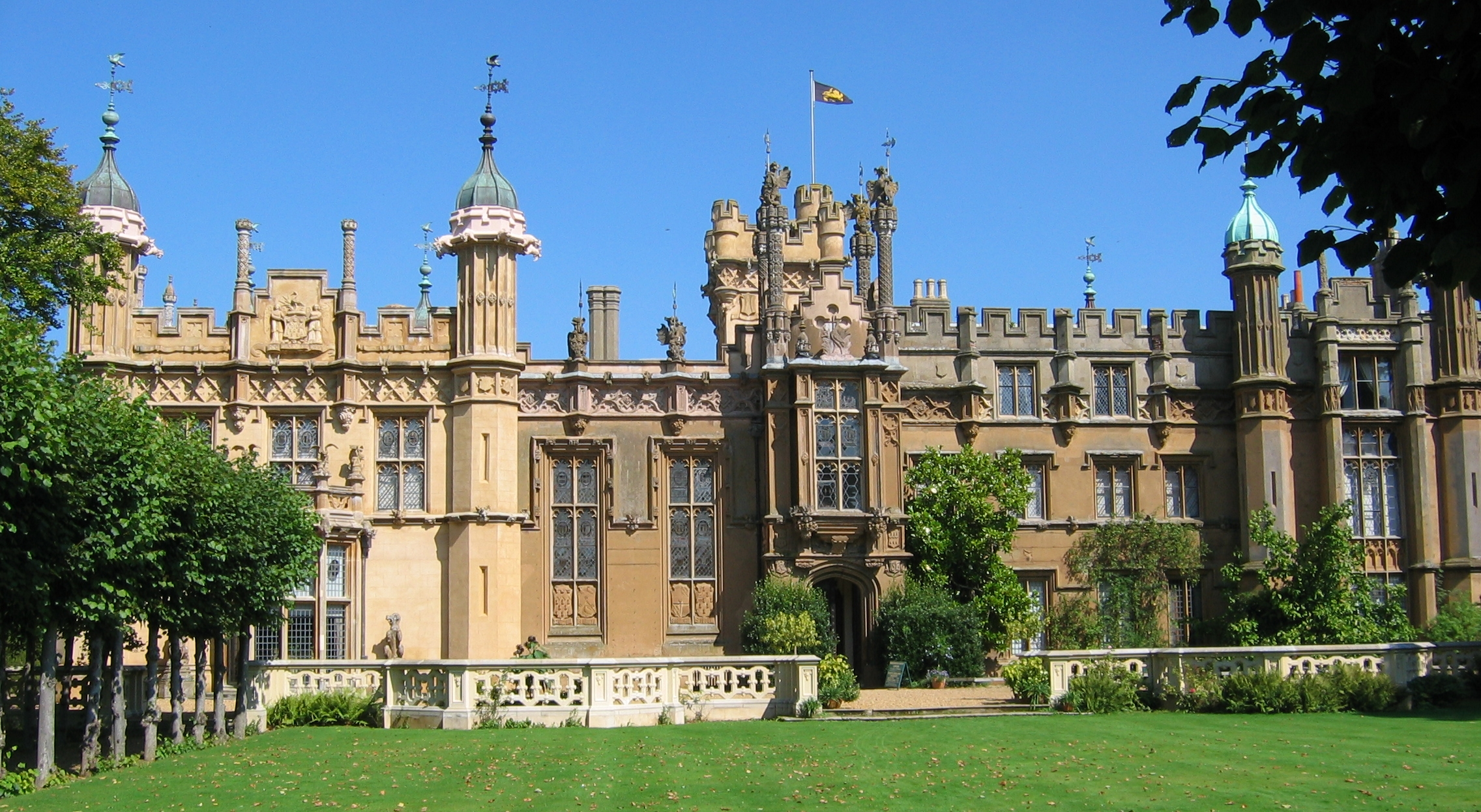
Façade ouest de Knebworth House, Hertfordshire, Angleterre.

La devise du comté est « Trust and fear not » (« Ayez confiance et n'ayez crainte »).

## Géographie
Le point culminant du comté est de 245 mètres au-dessus du niveau de la mer, à 400 m du village de Hastoe près de Tring.

## Histoire
Avant la conquête romaine, le territoire de l'actuel Hertfordshire est occupé par le peuple celte des Catuvellauni. La cité de Verulamium, l'actuelle St Albans se développe durant la période romaine. Elle doit son nom à Alban, le premier martyr chrétien de Grande-Bretagne.
Durant la période anglo-saxonne, la région passe sous le contrôle du royaume d'Essex, puis sous celui du puissant royaume de Mercie. En 913, le roi de Wessex Édouard l'Ancien édifie une forteresse à Hertford (« le gué du cerf ») pour défendre la région contre les Vikings. Le Hertfordshire, mentionné pour la première fois en 1011 dans la Chronique anglo-saxonne, constitue le domaine attaché à cette forteresse.
Thomas Clutterbuck est shérif du comté quand le comte d'Essex lui exprime sa gratitude avec une coupe. En 1784, le comte commande un tableau à Thomas Gainsborough pour commémorer cette présentation, qui avait eu lieu douze ans auparavant. Il a ensuite donné le tableau à Clutterbuck. Les deux familles ont maintenu des liens étroits tout au long du XIXe siècle et la coupe d'argent est toujours entre les mains de la famille Clutterbuck. La peinture, bien qu’elle ait été payée par le comte, est restée dans la famille jusqu’à son achat par le Getty Museum en 1972.
Dans le Domesday Book, le Hertfordshire est divisé en huit hundreds : Braughing, Broadwater, Cashio (en), Dacorum (correspondant aux anciens Danais et Tring), Buntingford, Hertford, Hitchin et Odsey.
En 1965, quelques changements administratifs modifient les frontières du comté : Barnet est rattachée au Grand Londres, tandis que le district de Potters Bar, qui relevait jusqu'alors du Middlesex, est rattaché au Hertfordshire.

## Subdivisions

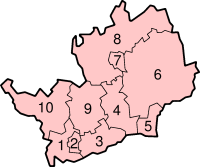
Carte des subdivisions du Hertfordshire.

Le Hertfordshire est subdivisé en dix districts.
| No | Nom                 | Chef-lieu                     | Superficie (km2) | Population (est. 2011) |
| -- | ------------------- | ----------------------------- | ---------------- | ---------------------- |
| 1  | Three Rivers        | Rickmansworth                 | 88,8             | 87 900                 |
| 2  | Watford             | Watford                       | 21,0             | 90 300                 |
| 3  | Hertsmere           | Borehamwood                   | 101,2            | 100 400                |
| 4  | Welwyn Hatfield     | Welwyn Garden City            | 129,6            | 110 700                |
| 5  | Broxbourne          | Cheshunt                      | 51,4             | 93 700                 |
| 6  | East Hertfordshire  | Bishop's Stortford / Hertford | 475,7            | 138 200                |
| 7  | Stevenage           | Stevenage                     | 25,9             | 84 200                 |
| 8  | North Hertfordshire | Letchworth Garden City        | 375,4            | 127 500                |
| 9  | St Albans           | St Albans                     | 161,2            | 141 200                |
| 10 | Dacorum             | Hemel Hempstead               | 212,5            | 145 300                |

## Politique
Le Hertfordshire comprend onze circonscriptions électorales :
| Nom | Nom                      | Nombre d'électeurs (2010) | Député                                  |
| --- | ------------------------ | ------------------------- | --------------------------------------- |
|     | Broxbourne               | 45 658                    | Charles Walker (Parti conservateur)     |
|     | Hemel Hempstead          | 49 471                    | Michael Penning (Parti conservateur)    |
|     | Hertford and Stortford   | 55 377                    | Julie Marson (Parti conservateur)       |
|     | Hertsmere                | 47 270                    | Oliver Dowden (Parti conservateur)      |
|     | Hitchin and Harpenden    | 54 707                    | Bim Afolami (Parti conservateur)        |
|     | North East Hertfordshire | 50 425                    | Oliver Heald (Parti conservateur)       |
|     | South West Hertfordshire | 56 750                    | Gagan Mohindra (Parti conservateur)     |
|     | St Albans                | 52 835                    | Daisy Cooper (Libéraux-démocrates)      |
|     | Stevenage                | 44 651                    | Stephen McPartland (Parti conservateur) |
|     | Watford                  | 55 208                    | Dean Russell (Parti conservateur)       |
|     | Welwyn Hatfield          | 48 972                    | Grant Shapps (Parti conservateur)       |

## Dans les arts
- La famille Bennet dans Orgueil et Préjugés vit dans le Hertfordshire, dans la ville fictive de Meryton, à Longbourn.

## Personnalités liées
- Patrick Carter (1946-), membre du parti travailliste et de la Chambre des lords